# Anacamptis
Genre
Classification phylogénétique
Anacamptis est un genre d'orchidées terrestres européennes.

## Étymologie
Anacamptis vient du grec anakampteïn, courber, en référence aux sépales arquées vers l'intérieur.

## Classification
Ce genre ne comprenait autrefois qu'une seule espèce : l'orchis pyramidal, Anacamptis pyramidalis. Depuis 1997 (Bateman, Pridgeon & Chase), plusieurs espèces autrefois classées dans le genre Orchis lui ont été rattachées :
- Anacamptis champagneuxii, orchis de Champagneux
- Anacamptis collina, orchis des collines
- Anacamptis coriophora, orchis punaise
- Anacamptis coriophora subsp. fragrans, orchis parfumé
- Anacamptis laxiflora, orchis à fleurs lâches
- Anacamptis longicornu, orchis à long éperon
- Anacamptis morio, orchis bouffon
- Anacamptis palustris, orchis des marais
- Anacamptis papilionacea, orchis papillon
- Anacamptis picta, orchis orné, orchis peint

## Liste d'espèces
Selon Catalogue of Life (20 février 2018) :
- Anacamptis alata (Fleury) H.Kretzschmar, Eccarius & H.Dietr.
- Anacamptis alatoides (Gadeceau) H.Kretzschmar, Eccarius & H.Dietr.
- Anacamptis boryi (Rchb.f.) R.M.Bateman, Pridgeon & M.W.Chase
- Anacamptis caccabaria (Verg.) H.Kretzschmar, Eccarius & H.Dietr.
- Anacamptis collina (Banks & Sol. ex Russell) R.M.Bateman, Pridgeon & M.W.Chase
- Anacamptis coriophora (L.) R.M.Bateman, Pridgeon & M.W.Chase †
- Anacamptis cyrenaica (E.A.Durand & Barratte) H.Kretzschmar, Eccarius & H.Dietr.
- Anacamptis dafnii (Wolfg.Schmidt & R.Luz) H.Kretzschmar, Eccarius & H.Dietr.
- Anacamptis duquesneyi (Rchb.f.) J.M.H.Shaw
- Anacamptis eccarii H.Kretzschmar & G.Kretzschmar
- Anacamptis feinbruniae (H.Baumann & Dafni) H.Kretzschmar, Eccarius & H.Dietr.
- Anacamptis genevensis (Chenevard) H.Kretzschmar, Eccarius & H.Dietr.
- Anacamptis gerakarionis (Faller & Kreutz) H.Kretzschmar, Eccarius & H.Dietr.
- Anacamptis israelitica (H.Baumann & Dafni) R.M.Bateman, Pridgeon & M.W.Chase
- Anacamptis laniccae (Braun-Blanq.) H.Kretzschmar, Eccarius & H.Dietr.
- Anacamptis larzacensis (H.Kurze & O.Kurze) H.Kretzschmar, Eccarius & H.Dietr.
- Anacamptis lasithica (Renz) H.Kretzschmar, Eccarius & H.Dietr.
- Anacamptis laxiflora (Lam.) R.M.Bateman, Pridgeon & M.W.Chase
- Anacamptis lesbiensis (Biel) H.Kretzschmar, Eccarius & H.Dietr.
- Anacamptis lloydiana (Rouy) H.Kretzschmar, Eccarius & H.Dietr.
- Anacamptis menosii (C.Bernard & G.Fabre) H.Kretzschmar, Eccarius & H.Dietr.
- Anacamptis morio (L.) R.M.Bateman, Pridgeon & M.W.Chase
- Anacamptis nicodemi (Cirillo ex Ten.) B.Bock
- Anacamptis olida (Bréb.) H.Kretzschmar, Eccarius & H.Dietr.
- Anacamptis palustris (Jacq.) R.M.Bateman, Pridgeon & M.W.Chase
- Anacamptis papilionacea (L.) R.M.Bateman, Pridgeon & M.W.Chase
- Anacamptis parvifolia (Chaub.) H.Kretzschmar, Eccarius & H.Dietr.
- Anacamptis pyramidalis (L.) Rich.
- Anacamptis sancta (L.) R.M.Bateman, Pridgeon & M.W.Chase
- Anacamptis sciathia (Biel) H.Kretzschmar, Eccarius & H.Dietr.
- Anacamptis semisaccata (E.G.Camus) H.Kretzschmar, Eccarius & H.Dietr.
- Anacamptis simorrensis (E.G.Camus) H.Kretzschmar, Eccarius & H.Dietr.
- Anacamptis timbali (Velen.) H.Kretzschmar, Eccarius & H.Dietr.
- Anacamptis van-lookenii (C.Bernard & G.Fabre) H.Kretzschmar, Eccarius & H.Dietr.

Selon Tropicos (20 février 2018) (Attention liste brute contenant possiblement des synonymes) :
- Anacamptis boryi (Rchb. f.) R.M. Bateman, Pridgeon & M.W. Chase
- Anacamptis brachystachys (d'Urv.) Nyman
- Anacamptis brancifortii Lindl.
- Anacamptis champagneuxii R.M. Bateman, Pridgeon & M.W. Chase
- Anacamptis collina (Banks & Sol. ex Russell) R.M. Bateman, Pridgeon & M.W. Chase
- Anacamptis condensata K. Koch
- Anacamptis coriophora (L.) R.M. Bateman, Pridgeon & M.W. Chase
- Anacamptis cyrenaica (E. Dur. & Barratte) H. Kretzschmar, Eccarius & H. Dietr.
- Anacamptis durandi Bréb.
- Anacamptis fragrans (Pollini) R.M. Bateman
- Anacamptis gennarii Rchb. f.
- Anacamptis israelitica (H. Baumann & Dafni) R.M. Bateman, Pridgeon & M.W. Chase
- Anacamptis laxiflora (Lam.) R.M. Bateman, Pridgeon & M.W. Chase
- Anacamptis longicornu (Poir.) R.M. Bateman, Pridgeon & M.W. Chase
- Anacamptis morio (L.) R.M. Bateman, Pridgeon & M.W. Chase
- Anacamptis palustris (Jacq.) R.M. Bateman, Pridgeon & M.W. Chase
- Anacamptis papilionacea (L.) R.M. Bateman, Pridgeon & M.W. Chase
- Anacamptis picta (Loisel.) R.M. Bateman
- Anacamptis pyramidalis Rich.
- Anacamptis quadripunctata Lindl.
- Anacamptis robusta (T. Stephenson) R.M. Bateman
- Anacamptis sancta (L.) R.M. Bateman, Pridgeon & M.W. Chase
- Anacamptis syriaca (E.G. Camus) R.M. Bateman, Pridgeon & M.W. Chase
- Anacamptis trichocera K. Koch
- Anacamptis urvilleana Sommer. & Car-Gatto
- Anacamptis × alata (Fleury) H. Kretzschmar, Eccarius & H. Dietr.
- Anacamptis × alatoides (Fleury) H. Kretzschmar, Eccarius & H. Dietr.
- Anacamptis × albuferensis R.M. Bateman
- Anacamptis × caccabaria (Verg.) H. Kretzschmar, Eccarius & H. Dietr.
- Anacamptis × dafnii (A.F.W. Schmidt & R. Luz) H. Kretzschmar, Eccarius & H. Dietr.
- Anacamptis × duquesnei (Rchb. f.) ined.
- Anacamptis × eccarii H.Kretzschmar & G.Kretzschmar
- Anacamptis × fallax Camus
- Anacamptis × feinbruniae (H. Baumann & Dafni) H. Kretzschmar, Eccarius & H. Dietr.
- Anacamptis × genevensis (Chenevard) H. Kretzschmar, Eccarius & H. Dietr.
- Anacamptis × gennarii (Rchb. f.) H. Kretzschmar, Eccarius & H. Dietr.
- Anacamptis × gerakarionis (Faller & K. Kreutz) H. Kretzschmar, Eccarius & H. Dietr.
- Anacamptis × klingei (P. Fourn.) ined.
- Anacamptis × laniccae (Braun-Blanq.) H. Kretzschmar, Eccarius & H. Dietr.
- Anacamptis × larzacensis (H.Kurze & O.Kurze) H. Kretzschmar, Eccarius & H. Dietr.
- Anacamptis × lasithica (Renz) H. Kretzschmar, Eccarius & H. Dietr.
- Anacamptis × lesbiensis (Biel) H. Kretzschmar, Eccarius & H. Dietr.
- Anacamptis × lloydiana (Rouy) H. Kretzschmar, Eccarius & H. Dietr.
- Anacamptis × menosii (C. Bernard & G. Fabre) H. Kretzschmar, Eccarius & H. Dietr.
- Anacamptis × olida (Bréb.) H. Kretzschmar, Eccarius & H. Dietr.
- Anacamptis × parvifolia (Chaub.) H. Kretzschmar, Eccarius & H. Dietr.
- Anacamptis × sciathia (Biel) H. Kretzschmar, Eccarius & H. Dietr.
- Anacamptis × semisaccata (E.G. Camus) H. Kretzschmar, Eccarius & H. Dietr.
- Anacamptis × simorrensis (E.G. Camus) H. Kretzschmar, Eccarius & H. Dietr.
- Anacamptis × timbali (Velen.) H. Kretzschmar, Eccarius & H. Dietr.
- Anacamptis × van-lookenii (C. Bernard & G. Fabre) H. Kretzschmar, Eccarius & H. Dietr.